# 1C Company
1C Company (en rus:  Фирма "1С": 1С - 1 Секунда(1 Segon)) és una empresa russa publicadora i desenvolupadora de programari. Està ubicada a Moscou, Rússia. És més coneguda fora la Unió Soviètica com a desenvolupadora de videojocs, això no obstant, 1C és líder del mercat rus en negocis sobre el programari.
1C també crea i distribueix aplicacions populars per a empreses russes conegudes com a Kaspersky Lab, ABBYY, PromT i altres.

## Programari d'entreteniment
1C és més conegut a fora de Rússia potser pel desenvolupament de la famosa línia de joc de simulació de vol com IL-2 Sturmovik que també inclou el Forgotten Battles i Pacific Fighters. Altres videojocs fets i/o publicats per 1C es poden incloure el Soldiers: Heroes of WWII i la propera continuació Faces of War, la saga Silent Storm, el videojoc de Pirates del Carib, i altres.